# Кшимуская, Янина
Янина Кшимуская (пол. Janina Krzymuska; наст. имя и фамилия Янина Куртц, пол. Janina Kurtz) — польская актриса театра и кино.

## Биография
Родилась в д. Хрцынно (теперь гмина Насельск в Мазовецком воеводстве Польши). Актриса театров в Варшаве, Торуне и Кракове. Она погибла в сентябре 1944 года в Варшаве, во время Варшавского восстания.

## Фильмография
- 1933 — История греха / Dzieje grzechu
- 1933 — Прокурор Алиция Горн / Prokurator Alicja Horn
- 1933 — Приговор жизни / Wyrok życia
- 1934 — Пробуждение / Przebudzenie
- 1936 — Пан Твардовский / Pan Twardowski
- 1936 — Два дня в раю / Dwa dni w raju
- 1936 — Ада! Это же неудобно!  / Ada! To nie wypada!
- 1937 — Госпожа Министр танцует / Pani minister tańczy
- 1937 — Князёк / Książątko
- 1937 — Галька / Halka
- 1938 — Профессор Вильчур / Profesor Wilczur
- 1938 — Граница / Granica
- 1938 — Забытая мелодия / Zapomniana melodia
- 1938 — Рена / Rena (Sprawa 777)
- 1938 — Мои родители разводятся / Moi rodzice rozwodzą się
- 1939 — Доктор Мурек / Doktór Murek
- 1939 — Гений сцены / Geniusz sceny
- 1939 — Золотая Маска / Złota maska
- 1939 — Три сердца / Trzy serca